# スカコア
スカコア (Ska-core) は、スカとハードコア・パンクを融合させた音楽のジャンルである。スカとパンク・ロックを融合させたスカ・パンク（Ska-punk）のサブジャンルにあたる。

## 主なバンド

### 海外
- ストリートライト・マニフェスト "Streetlight Manifesto"
- アールエックス・バンディッツ Rx Bandits
- ヴードゥー・グロウ・スカルズ Voodoo Glow Skulls
- オペレーション・アイヴィー Operation Ivy
- スーサイド・マシーンズ The Suicide Machines
- バック・オー・ナイン Buck O Nine
- フィッシュボーン Fishbone
- リール・ビッグ・フィッシュ Reel Big Fish
- レス・ザン・ジェイク Less Than Jake
- Made of Koncentrate
- サブライム Sublime
- マスタード・プラグ Mastard Plug
- ダンス・ホール・クラッシャーズ
- マイティ・マイティ・ボストーンズ

### 日本
- THE COLTS
- KEMURI
- POTSHOT
- RUDEBONES
- SNAIL RAMP
- DUCK MISSILE
- GELUGUGU
- 小島
- GOLLBETTY
- シャカラビッツ
- 横綱ICHIBAN
- SCAFULL KING
- YOUNG PUNCH
- CHANGE UP
- DOMINO88
- PEZ STOMP
- TIJUANA BROOKS